# Emblingiaceae
Classification APG III (2009)
Famille
Les Emblingiaceae sont une famille de plantes dicotylédones. Elle ne comprend qu'une seule espèce Emblingia calceoliflora, un sous-arbrisseau endémique de l'ouest de l'Australie.

## Étymologie
Le nom vient du genre type Emblingia, nommé en l’honneur du  médecin anglais Thomas Embling (en) (1814–1893), qui œuvra pour le bien être des patients d’un asile psychiatrique à Melbourne (Australie) et soutint divers mouvements populaires notamment celui des mineurs d'Eureka en 1854 et l’année suivante un mouvement ouvrier dans lequel un slogan lui est attribué « Huit heures de travail, huit heures de pause, huit heures de repos ».

## Classification
En classification classique de Cronquist (1981), cette famille n'existe pas et l'espèce est située dans la famille des Polygalaceae.

## Liste des genres
Selon Angiosperm Phylogeny Website (21 juin 2010), NCBI (21 juin 2010) et DELTA Angio (21 juin 2010) :
- Emblingia F.Muell.

## Liste des espèces
Selon Angiosperm Phylogeny Website (21 juin 2010), NCBI (21 juin 2010) :
- genre Emblingia
  - Emblingia calceoliflora